# صبح بخیر آمریکا
صبح بخیر آمریکا برنامه صبحگاهی آمریکایی است که از ای بی سی پخش می‌شود. این برنامه که توسط ای‌بی‌سی نیوز تهیه می‌شود، از میدان تایمز نیویورک پخش می‌شود.
این برنامه برندهٔ سه جایزه صبحگاهی امی برای «برنامهٔ خارق العادهٔ صبحگاهی» شده‌است.